# Antonio de Torquemada
Antonio de Torquemada (Astorga, 1507 circa – León, 1569) è stato un umanista, poeta e scrittore spagnolo.

## Biografia
Studiò Discipline umanistiche a Salamanca. Visse in Italia fra il 1528 ed il 1530 dove fu segretario di Antonio Alonso Pimentel. Da Cervantes gli fu attribuita la paternità del Don Olivante de Laura un poema cavalleresco citato nella Biblioteca di Don Chisciotte.

## Opere
- Coloquios satíricos (1553)
- Jardín de flores curiosas (1570)